# João José Sinel de Cordes
João José Sinel de Cordes, né le 18 août 1867 à Barcarena (Oeiras) et mort le 29 janvier 1930 à Lisbonne, est un militaire et homme politique portugais.

## Biographie
Fils de Baltazar António Sinel de Cordes et de Maria Clementina Braamcamp Ludovice da Gama, il épouse Maria da Conceição Ludovice.
Il fut chef d'état-major du Corps expéditionnaire portugais en France. Il était alors le supérieur hiérarchique de Manuel de Oliveira Gomes da Costa. Ensemble, ils furent à la tête d'un coup d'État militaire le 18 avril 1925.
Le 28 mai 1926, au côté du maréchal Óscar Carmona et du général José Augusto Alves Roçadas, il organise un nouveau coup d'État prélude à l'Estado Novo.
Il fut nommé ministre des Finances par trois fois (le 9 juillet 1926, le 19 décembre 1927, le 7 avril 1928).
Le 31 décembre 1926 à Londres, il signe avec le Chancelier de l'échiquier, Winston Churchill, un accord concernant le règlement des dettes de guerre du Portugal envers la Grande-Bretagne.
Il négocia auprès de la Société des Nations un prêt pour le Portugal d'une valeur de 12 millions de livres sterling, ceci afin d'éviter la banqueroute. Durant cette période de dictature militaire, il laisse les Finances publiques dans un état déplorable avec laquelle son successeur, António de Oliveira Salazar, aurait à se battre.